# Ascodichaena
Ascodichaena — рід грибів родини Ascodichaenaceae. Назва вперше опублікована 1977 року.

## Класифікація
До роду Ascodichaena відносять 2 види:
- Ascodichaena mexicana
- Ascodichaena rugosa